# Bernard du Boucheron
Pour les articles homonymes, voir Boucheron (homonymie).
Bernard du Boucheron, né le 18 juillet 1928 à Paris et mort le 6 juillet 2024 à Neuilly-sur-Seine, est un écrivain français.

## Biographie
Bernard du Boucheron est diplômé de l'Institut d'études politiques et de l'École nationale d'administration de Paris. 
Il fait carrière dans l'industrie aéronautique, à la Compagnie générale d'électricité (Alcatel international) puis comme dirigeant d'un groupe énergétique et représentant d'un train à grande vitesse au Texas (Texas High Speed Rail Corporation) de 1991 à 1994, avant d'écrire à 76 ans, son premier roman, Court Serpent, aussitôt couronné par le grand prix du roman de l'Académie française. 
L'auteur a publié Le Cauchemar de Winston chez un autre éditeur, les Éditions Gallimard étant réservées sur le sujet de son uchronie qui décrit de manière sarcastique une France occupée et collaborant après la victoire de l'Allemagne lors de la Seconde Guerre mondiale.
Bernard du Boucheron meurt le 6 juillet 2024 à Neuilly-sur-Seine à l'âge de 95 ans.

## Œuvres
Bernard du Boucheron est l'auteur de neuf romans.
- Court Serpent, Gallimard, coll. « Blanche », 2004  (ISBN 2070771253), 133 p.[3], traduit en anglais, The Voyage of the Short Serpent. Éd. Duckworth Overlook
- Un roi, une princesse et une pieuvre, illustrations de Nicole Claveloux, albums Gallimard Jeunesse, 2005  (ISBN 2070570940)
- Coup-de-Fouet, Gallimard, coll. « Blanche », 2006  (ISBN 207077578X)
- Chien des os, Gallimard, coll. « Blanche », 2007  (ISBN 9782070781010)
- Vue mer, Gallimard, coll. « Blanche », 2009  (ISBN 207077578X)  (ISBN 9782070124121)
- Salaam la France, Gallimard, coll. « Blanche », 2010  (ISBN 9782070130009) ou Folio, 224 p.
- Mauvais signe, Gallimard, coll. « Blanche », 2012  (ISBN 9782070136360)[4]
- Long-courrier, Gallimard, coll. « Blanche », 2013  (ISBN 9782070140404)
- Le Cauchemar de Winston, Éditions du Rocher, 190 p., 2014  (ISBN 9782268076027)
- La Guerre en Vacances, Éditions du Rocher, 258 p., 2016

### Prix littéraires
- Court Serpent a reçu le grand prix du roman de l'Académie française en 2004.
- Un roi, une princesse et une pieuvre a obtenu le prix Goncourt jeunesse, en 2006.
- Vue mer a reçu en 2009 le grand prix de la Mer de l'Association des écrivains de langue française.